# Jean Baptiste Williams
Pour les articles homonymes, voir Williams.
Jean Baptiste Williams, né à Mamou en république de Guinée, est un journaliste, animateur, musicien, guitariste soliste guinéen.
Directeur National des Arts et de la Culture de 2010 en 2021, il est chef d’orchestre et cofondateur de Camayenne Sofa le 11 mai 1973.

## Parcours
Jean Baptiste Williams est connu sur les ondes de la Radiodiffusion Télévision Guinéenne (RTG) à travers l’émission Sono mondiale qu’il anime de 1985 en 2010 et Le vendredi parfumé.
Aussi connue sous le nom de Jeannot ou JBWILLY, il est le fondateur des « Djémbé d’or » et dirige la structure select communication.
En 2009, jean Baptiste est nommé directeur national de la culture jusqu’en 2010, avant de devenir directeur national des arts jusqu’en 2020.

## Ouvrages

### auteur
2024 ː Sextet Camayenne, un jour camayenne sofa, toujours,.

### Préfacé
2022 Mory Kanté - Hommage au griot électrique - Le maître de la kora, de Alpha Oumar Diallo

## Galerie

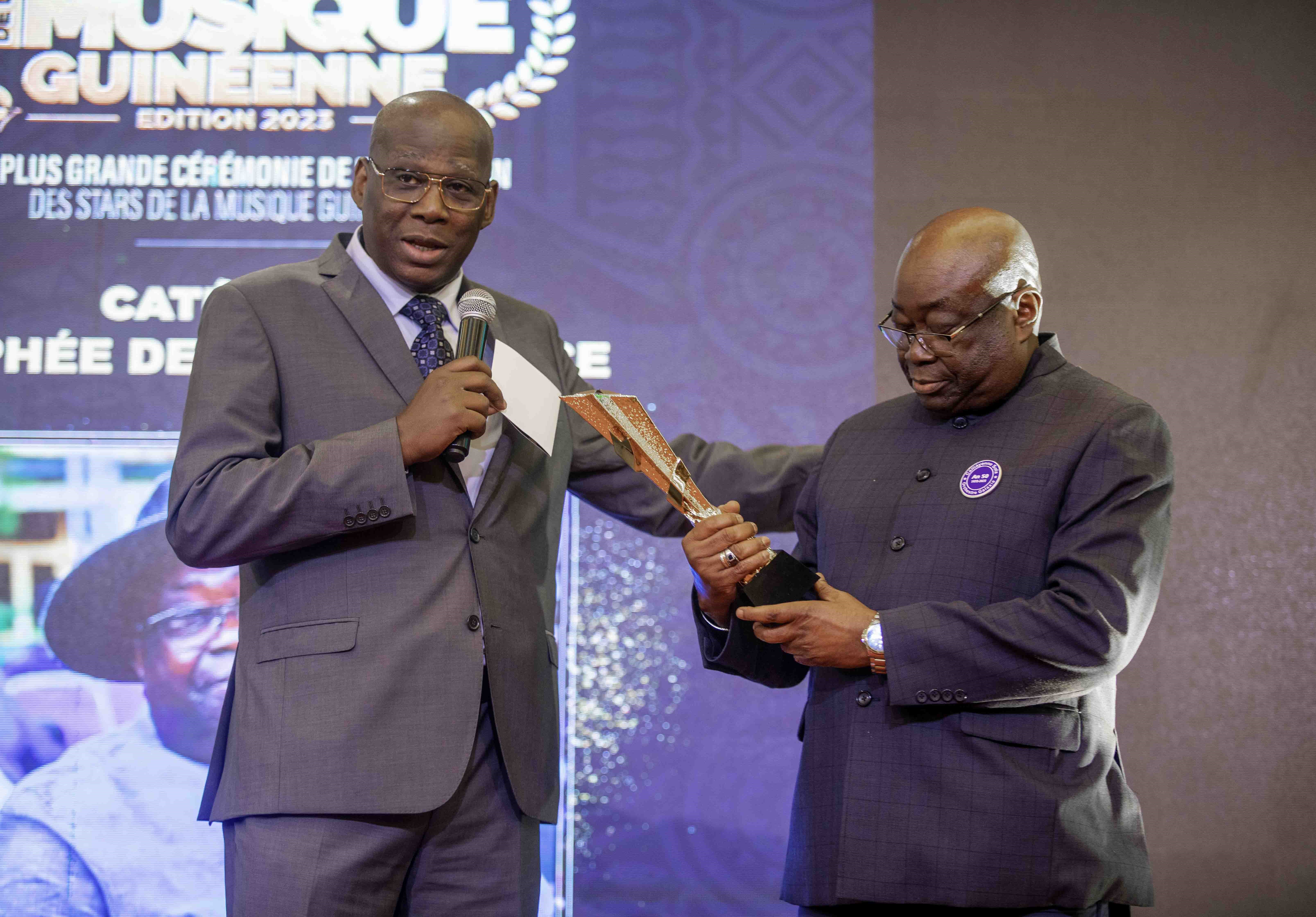
Fodéba Isto Keira et Jeans Baptiste Williams
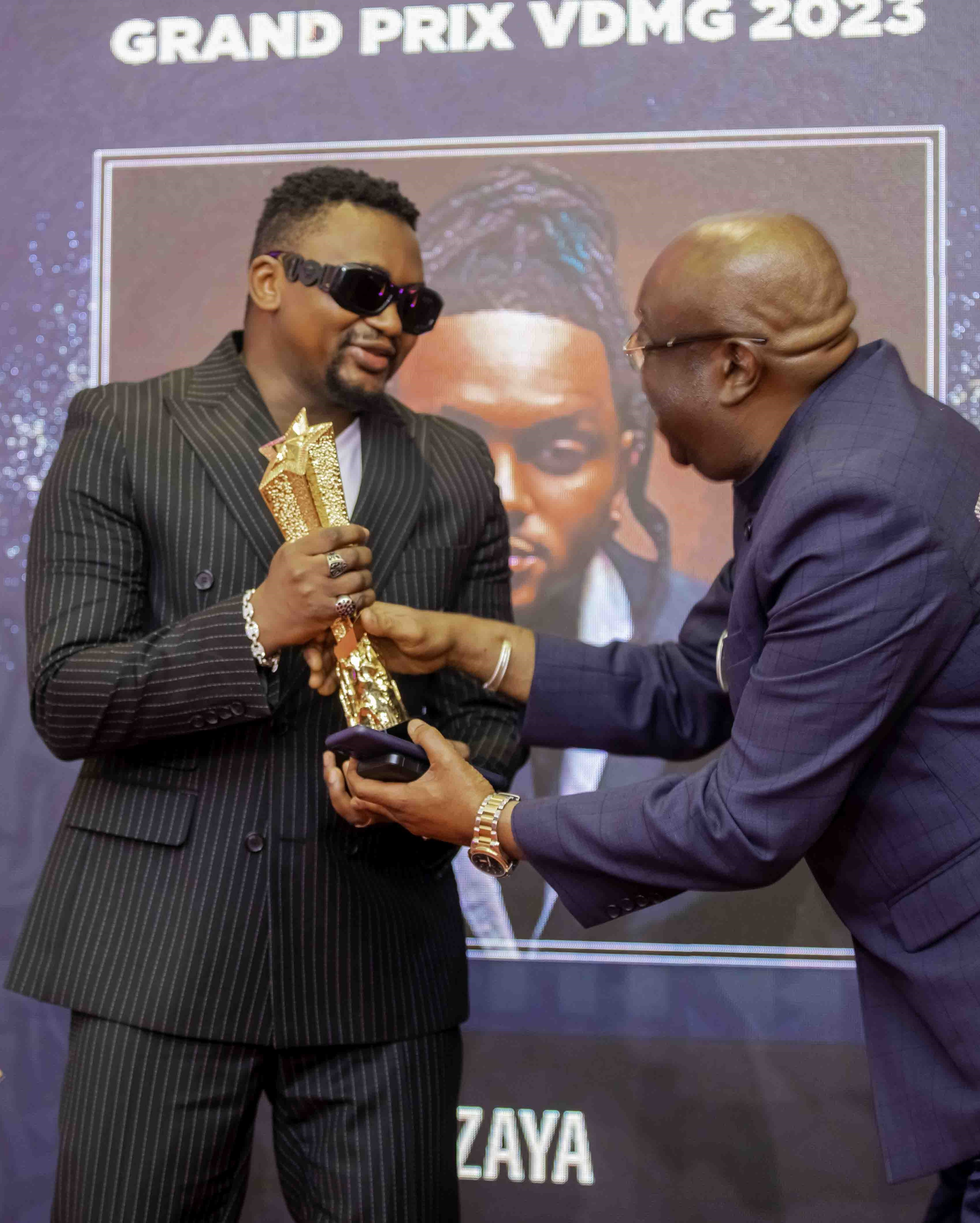
Azaya et Jean Baptiste Williams